# Oriental Heritage (Jinan)
Koordinaten: 36° 42′ 25″ N, 116° 52′ 24″ O
Oriental Heritage (chinesisch 方特东方神画) ist ein chinesischer Freizeitpark in Jinan, Shandong, der am 29. April 2015 eröffnet wurde. Er wird von der Fantawild Holdings betrieben, die auch andere Freizeitparks in China betreiben.

## Liste der Achterbahnen
| Name                          | Typ                               | Hersteller         | Eröffnungsjahr |
| ----------------------------- | --------------------------------- | ------------------ | -------------- |
| Jungle Trailblazer / 丛林飞龙 | Holzachterbahn mit Inversion      | Martin & Vleminckx | 2015           |
| Night Rescue / 惊魂之旅       | Minenachterbahn, Dunkelachterbahn | Jinma Rides        | 2015           |
| Space Vehicle / 太空飞车      | Familienachterbahn                | Jinma Rides        | 2018           |
| Stress Express / 极地快车     | Shuttle Coaster                   | Vekoma             | 2015           |
| Worm Around / 果虫滑车        | Powered Coaster, Kinderachterbahn | unbekannt          | 2018           |